# Feminist Sex Wars
Die Feminist Sex Wars (Engl. für Sex-Krieg der Feministinnen), auch als Lesbian Sex Wars, Porn Wars oder Sex Wars bekannt geworden, beschreibt die Phase der intensiven und kontroversen Debatten und Diskussionen zwischen den sexpositiven und  Radikalfeministinnen in den USA, deren Höhepunkt von den späten 1970er bis zu den 1980er Jahren war und die bis heute andauert.

## Diskussion und Folgen
In den erbitterten Auseinandersetzungen innerhalb der feministischen und lesbischen Bewegung wurde die Einstellung der Bewegung zu Themen wie Sexualität, Pornografie, BDSM, der Rolle transsexueller / transgender Frauen in der lesbischen Gemeinschaft und andere sexuell orientierte Themen diskutiert.
In Thinking Sex analysierte die amerikanische Kulturanthropologin Gayle Rubin 1984, wie im „modernen sexuellen System“ Sexualpraktiken hierarchisiert und stigmatisiert würden. Sexuelle Konflikte nähmen aus dieser Sicht häufig die Form einer „Moral Panic“ an. Menschen würden aufgehetzt und eine rationale Diskussion werde unmöglich gemacht. Rubin plädierte für einen sexuellen und theoretischen Pluralismus und erörtert dabei auch die „Grenzen des Feminismus“ für eine politische Theorie der Sexualität. Dadurch hatte sie u. a. die Diskussion um Pornografie sowie einvernehmlichen Sadomasochismus angeregt. Diese und eine Vielzahl anderer Debatten führten letztendlich zur Teilung der feministischen Bewegung in den anti-pornografischen und den sex-positiven, pro-pornografischen Feminismus. Die Phase der Feminist Sex Wars wird oft als der Abschluss der zweiten Welle der Frauenbewegung betrachtet.
In diese Zeit fallen auch die Entstehung der für den angelsächsischen Feminismus bedeutsamen Vereinigungen Samois, eine lesbisch-sadomasochistische Vereinigung, und der anti-pornografischen Feministinnengruppe Women Against Violence in Pornography and Media (WAVPM – engl. Frauen gegen Gewalt in Pornografie und Medien), die in ihren Nachfolgegruppierungen bis heute die Diskussion weiterführen.